# فهرست فرودگاه‌های ایالات فدرال میکرونزی
این مقاله شامل فهرست فرودگاه‌های ایالات فدرال میکرونزی است که بر پایهٔ مکان قرارگیری آن‌ها مرتب شده است.

## فرودگاه‌ها
| مکان      | ایکائو | یاتا | نام فرودگاه                                         |
| ایالت چوک | PTKK   | TKK  | فرودگاه بین‌المللی چوک                               |
| کوسرائی   | PTSA   | KSA  | فرودگاه بین‌المللی کوسرای (Caroline Islands Airport) |
| پوناپی    | PTPN   | PNI  | Pohnpei International Airport                       |
| یاپ       | PTYA   | YAP  | فرودگاه بین‌المللی یپ                                |